# Денфер, Иоганн Генрих фон
Иоганн Генрих фон Денфер (нем. Johann Heinrich von Denffer; 1700, Штургоф, Курляндия и Семигалия — 13 декабря 1770, Фрауэнбург, Курляндия и Семигалия) — курляндский натуралист, агроном и алхимик, лютеранский священник.

## Биография
С 1717 года изучал богословие и естествознание в Кёнигсбергском университете. В 1725 году стал пастором в Блидене. В 1727 году Денфер переехал в Кабиллен, а в 1730 году во Фрауэнбург. В 1754 году он принял Иоганна Фридриха Мюллера в адъюнкты, оставил ему приходской дом и ушёл со всех должностей, чтобы полностью посвятить себя своей научной и писательской работе. По мнению современников, Иоганн Генрих, владевший курляндскими поместьями Вайншенкен, Берземюнде, Лайбен и Бергхоф добыл себе часть своего состояния с помощью алхимии.
Во время своего пребывания в Блидене Денфер начал заниматься сельскохозяйственными и естественнонаучными исследованиями, результаты которых он описывает в „Дискурсе". После перерыва Иоганн Генрих продолжил эти работы в 1730 году во Фрауэнбурге, где он также написал все свои сочинения. От него сохранилось три печатных произведения и один рукописный труд.
Иоганн Генрих также составил крупномасштабную карту Курляндии, которую посвятил герцогу Эрнсту Иоганну Бирону, считавшуюся в своё время очень точной и ныне утерянной.

## Семья
Иоганн Генрих фон Денфер был женат на Марии Элизабет Гёльти (1699—1770). Их дети:
- Анна Юлиана (1733—1821) — жена Карла Вильгельма фон Шмидта (1735—1782)
- Иоганн Евгений (1734—1801) — капитан конной гвардии
- Юлиус Генрих (1738—1814) — русский лейтенант, отец новгородского губернатора Августа Ульяновича Денфера
- Констанция Готхардина (1741—1830) — жена Кристофа Дитриха фон Бруннова
- Мария Элизабет (1742—1779) — жена пастора Отто Людвига Розенбергера (1739—1809), мать Отто Розенбергера
- Шарлотта Амалия (1750—1815) — жена Даниэля Кристиана Пфлуградта (1741—1801)

## Сочинения
Печатные издания:
- «Vernunft- und Erfahrungsmäßiger Discours, darin überhaupt die wahren Ursachen der Fruchtbarkeit, wie auch die Scheinursachen der Unfruchtbarkeit der Erden abgehandelt sind, um die gute Sache des göttlichen Segens wider die einfältigen Ankläger desselben zu verteidigen», Mitau, 1740; 2. Auflage Halle, 1755.
- «Alchymistenlogic oder Vernunftlehre der Scheidekünstler, um die unverständigen Alchymisten zu rechte zu weisen», Königsberg, 1762 (цифровая версия)
- «Betrachtungen über die Cometen bei Gelegenheit des letzterschienenen Schweifsterns», Mitau und Leipzig, 1770

Рукопись:
- «Alleruntertänigste Relacion dessen, so bei der letztern Session einer Königl. Commission in Angern, in Untersuchung der angegebenen Überschwemmung vorgegangen», Mitau, 1750